# Howeta pacifica
Howeta pacifica är en insektsart som beskrevs av Otte, D. och D.C.F. Rentz 1985. Howeta pacifica ingår i släktet Howeta och familjen syrsor. Inga underarter finns listade i Catalogue of Life.